# 赖西畴烈士墓
赖西畴烈士墓，位于中国广东省肇庆市四会市龙甫镇营脚旧圩公路边，坐南向北，占地面积168平方米，始建于1926年，后历经1983年、1993年两次重修。1986年12月，列入四会市文物保护单位。
赖西畴，为营脚村中田峎人，1926年4月组建龙头堡农会，6月加入中共，10月被杀。 